# Buster Keaton
Joseph Frank «Buster» Keaton (Piqua, Kansas, 4 de octubre de 1895-Woodland Hills, California, 1 de febrero de 1966) fue un actor, guionista y director estadounidense de cine mudo cómico.
Ganador de un Óscar honorífico en 1960, en 1996 Keaton ocupó el 10.º lugar entre los 15 mejores directores de cine del listado de Entertainment Weekly, y en 1999 ocupó el puesto 21 de los mejores actores del cine clásico estadounidense del listado del American Film Institute 100 años... 100 estrellas, un listado elegido por las propias estrellas actuales del cine.
Su película El maquinista de la General (1927) figura en el puesto 18 de la lista de los 100 mejores películas del American Film Institute y en el puesto 34 de las mejores películas de todos los tiempos, según la British Film Institute, el puesto más alto conseguido por una película de comedia.
El crítico de cine Geoff Andrew le considera no solo el mejor cómico del cine mudo sino el mejor cómico de la historia del cine, además de ser «uno de los mejores cineastas de todos los tiempos».
Se caracterizó principalmente por su humor físico mientras mantenía un rostro inexpresivo en todo momento, lo cual le ganó su apodo, Cara de piedra. En España fue conocido artísticamente como Pamplinas o Cara de Palo. Al igual que sus contemporáneos, Keaton provino del vodevil. El apodo de Buster fue puesto por el ilusionista Harry Houdini, colaborador del padre de Buster, que, al verlo caer de una escalera, sin una sola herida a la edad de tres años, exclamó: «That was a real buster!», que podría traducirse por: «¡Menuda caída!» o también «¡Qué tipo más tremendo!» o «¡Qué temerario!».
Otras películas de Keaton incluyen Las tres edades (1923), La ley de la hospitalidad (1923), El navegante (1924), El moderno Sherlock Holmes (1924), Las siete ocasiones (1925), Steamboat Bill Jr. (1928) y The Cameraman (1928).

## Biografía

### Primeros años
Joseph Keaton, conocido después como Buster, debuta oficialmente en los escenarios en 1899, participando en el número de music hall de sus padres, The Three Keatons, cuando Joseph Keaton padre dejó el espectáculo y negocio de venta de bebidas medicinales que tenía con Harry Houdini, para dedicarse a lo que entonces en Estados Unidos se llamaba el vodevil, o music hall. Keaton hijo tenía que apoyarse en una de las representaciones en una pared lateral y quedarse allí, pero un día a su padre se le ocurrió la idea de vestirle como a él, parodiando de esta forma a un irlandés, colocándole una peluca, barbas postizas, chaleco de fantasía y pantalones demasiado grandes. Pronto imitaría todo lo que hacía su padre, consiguiendo de este modo provocar las risas.
A los cinco años, Buster ya se había convertido en la estrella del espectáculo familiar, que era bastante violento, ya que consistía en que el padre lo lanzara por el escenario e incluso al foso de la orquesta. La sociedad neoyorquina de protección a la infancia, la Gerry Society, lo consideraba un caso de explotación infantil que ponía en peligro a un niño. En 1902, sus representantes intentaron impedir las representaciones recordando que no era legal que los niños de menos de siete años de edad subieran a escena. Después acusaron de crueldad a su padre, Joe Keaton, aunque inútilmente. «Dudo que intentaran salvar a algún otro actor infantil con tanto ahínco como a nuestro pequeño Buster», concluía el interesado reprochando a esos «fanáticos de la dulzura» su indiferencia frente a los miles de niños errantes por las calles de Nueva York. Por el contrario, Buster afirma que en dieciséis años de vodevil solo le hicieron daño en una ocasión. Tenía ocho años, y un puñetazo mal calculado de su padre le golpeó el rostro y lo dejó inconsciente durante dieciocho horas.[cita requerida]

### El cine
En 1907 la Gerry Socilo consigue su objetivo y el actor y sus padres quedan excluidos de los escenarios de Nueva York durante dos años, lo que hace que tengan que marcharse de gira por Inglaterra. En 1913 el empresario estadounidense de la prensa William Randolph Hearst propone a Joe y los suyos debutar en el cine con una serie adaptada de la historieta Bringing Up Father (Educando a Papá), creada por el caricaturista George McManus. Pero Joe rechaza la oferta. Hacia 1916, después de una pelea, los Keaton son expulsados de los teatros de la cadena Keith-Albbe, lo que les condena a actuar en salas de segunda fila.
En febrero de 1917 Buster decide marcharse solo a Nueva York. Enseguida consigue un contrato en el reconocido Passing Show de los hermanos Shubert en el Winter Garden por doscientos cincuenta dólares a la semana, pero justo antes de empezar los ensayos conoce por la calle al actor cómico neerlandés Lou Anger, quien dirigía los estudios Comique Film Corporation, creados en 1916 por el productor Joseph Schenck para una de las estrellas emergentes del cine, el actor y realizador Roscoe Arbuckle. Unos días después, Buster Keaton presenta su dimisión en el teatro y rueda, en los estudios Colony Studios de la calle 42 y por solo cuarenta dólares a la semana, su primera película al lado de Arbuckle.

### Los largometrajes

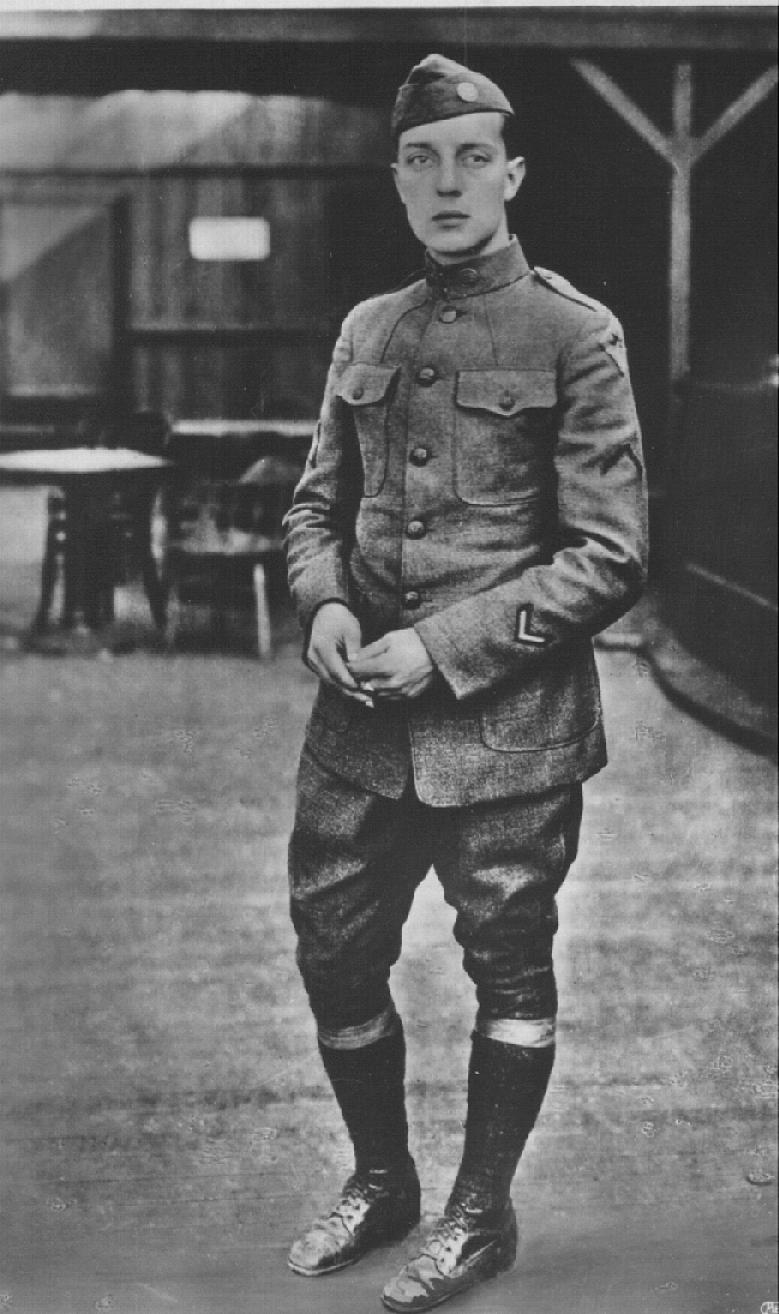
Buster Keaton en el Ejército.

En octubre de 1917, tras el rodaje de Fatty en la feria, el productor transfiere la actividad cómica de Arbuckle a los estudios de la empresa Biograph en Hollywood. En junio de 1918 Keaton es llamado a alistarse para servir en la Primera Guerra Mundial y enviado a Francia durante siete meses. Allí hace teatro y no participa en combate, pero aun así pierde parcialmente el oído.
Cuando regresa, tras rechazar varias ofertas muy ventajosas de los productores cinematográficos Jack Warner y William Fox, vuelve al lado de Arbuckle y rueda con él a lo largo de 1919 sus tres últimas películas juntos: Keaton entre bastidores, Fatty, cartero y Fatty en el garaje. De los quince filmes que reunieron a Keaton y Fatty, solo doce son accesibles hoy en día. Faltan Fatty enamorado y Fatty, héroe y el filme Fatty y las estrellas está incompleto.
Pero la carrera de Fatty no tuvo tiempo de desarrollarse plenamente. En septiembre de 1921 Arbuckle es acusado de homicidio involuntario de la actriz Virginia Rappe, quien falleció en el hospital después de una fiesta organizada en una suite de hotel. Fue, según Keaton, «el día en que acabó la risa», y en que se desató una «tormenta de odio y amargura sin precedentes […] en contra de Roscoe».

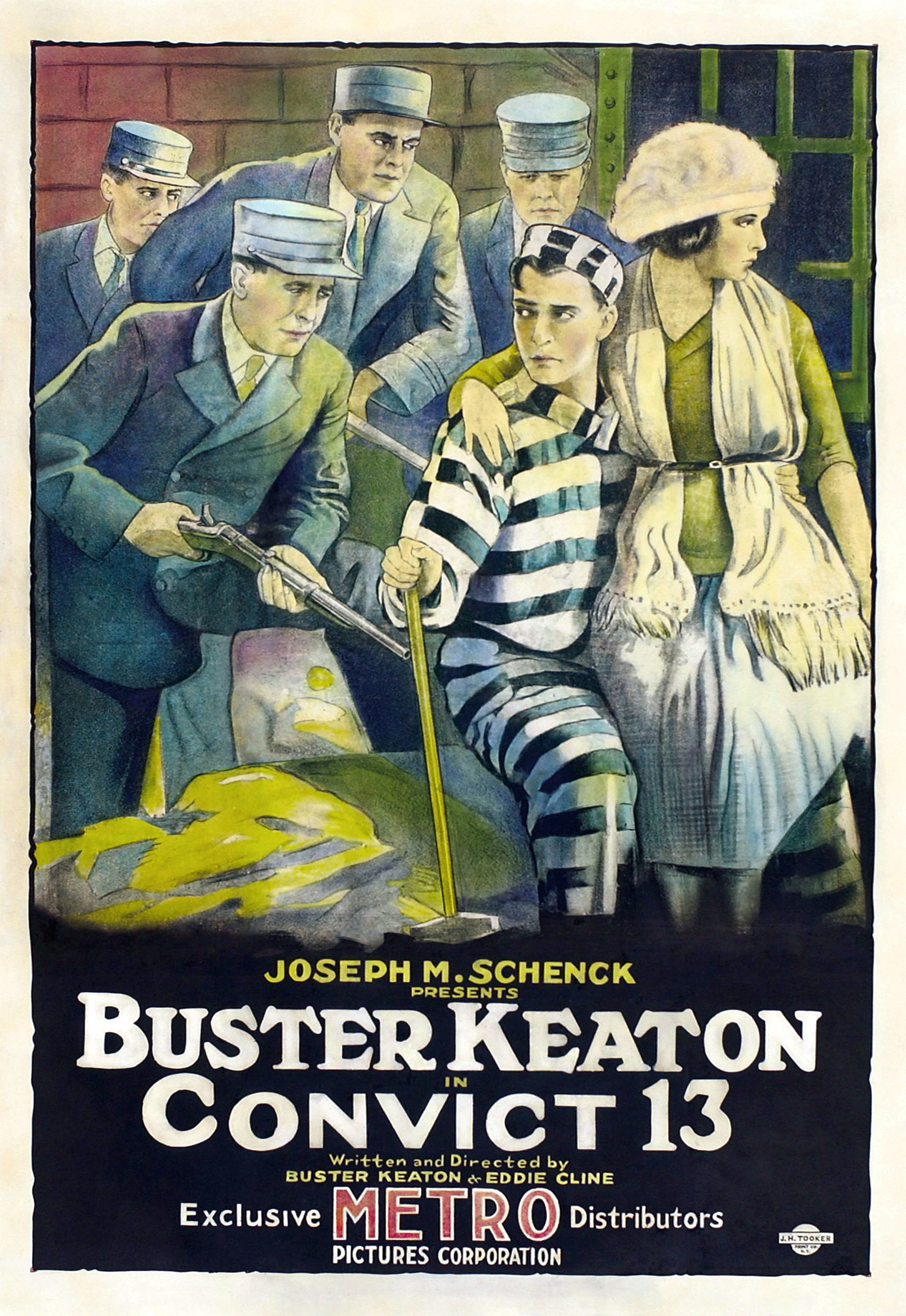
Cartel de una película de Buster Keaton, 1920.

### El éxito
Entre los años 1920 y 1923, Keaton rodó un largometraje, Pasión y boda de Pamplinas (The Saphead), y 19 cortos. Cuando cambió de productor, rodó, entre los años 1923 y 1928, otros 10 largometrajes. En esa época tuvo control absoluto de todas sus películas, aunque él personalmente no poseía ninguna acción de la productora. Sus rodajes eran muy caros, pues podía pedir una antigua locomotora o un transatlántico. Después no volvió a controlar el aspecto creativo de sus propias películas.
Buster Keaton comenzó a protagonizar una serie de comedias que lo catapultaron a la fama, incluyendo Una semana, La mudanza, La casa eléctrica y El gran espectáculo. Alcanzó la cima de su creatividad durante los años 1920. Su éxito inicial le convirtió en uno de los comediantes más famosos del mundo. Su popularidad fue oscurecida solamente por el éxito obtenido por sus colegas Charlie Chaplin y Harold Lloyd, aunque mantuvo una relación cordial con ambos al igual que con algunos de los actores dramáticos más famosos de la época, como Douglas Fairbanks y Rodolfo Valentino.

### Cara de Palo
Fue en esta época cuando modeló su personaje, un joven tragicómico que se enfrenta a las desgracias con una absoluta inexpresividad, lo que hizo que le bautizaran como stone face ("cara de piedra", aunque en España fue conocido como "Cara de Palo"). Para darle expresión a su personaje, utilizaba las acrobacias, para las que se negaba a usar dobles o especialistas. Todas las proezas que realizó en El maquinista de la General o en El héroe del río son suyas. En El rostro pálido, llegó a saltar desde una altura de 24 metros, y, en la película El moderno Sherlock Holmes, por muy poco no se rompió el cuello en una escena de riesgo.

### Sus películas más conocidas
Sus películas más famosas y populares de esta primera época son las consideradas como las mejores de toda su carrera, e incluyen Las tres edades (1923), La ley de la hospitalidad (1923), El navegante (1924), El moderno Sherlock Holmes (1924), Las siete ocasiones (1925), El maquinista de la General (1927), Steamboat Bill Jr.  (1928) y The Cameraman (1928).

#### El maquinista de la General

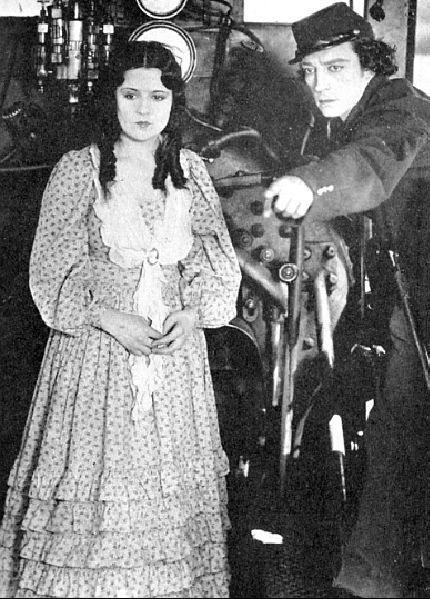
Buster Keaton en El maquinista de la General, 1926.

En una ocasión, le dijeron a Keaton que esta película reflejaba mejor la Guerra de Secesión de Estados Unidos que Lo que el viento se llevó, a lo que él respondió que «mientras unos recurren a las novelas para encontrar argumentos, otros recurren a la Historia». Estaba basada en un hecho «real» autobiográfico del novelista William Pittenger, que trataba sobre el secuestro de un tren confederado por parte de soldados de la Unión. Lo que hizo Keaton fue cambiar el punto de vista, ya que el protagonista es un soldado sureño, es decir, los «malos» para el gran público de Hollywood. La cinta fue filmada en los bosques de Oregón, y al poner en marcha las locomotoras con leña provocaron un incendio forestal durante el rodaje. Fue todo un hito en efectos especiales la escena en que la locomotora cae desde un puente por un barranco.
La película resulta una reivindicación de lo que es capaz de hacer un hombre solo, pequeño, y en apariencia débil por recuperar las dos cosas que más desea en este mundo, su locomotora y la mujer a la que ama. El maquinista de la General es considerada hoy día como una obra maestra, pero en el momento de su estreno resultó un fracaso comercial.

### El olvido

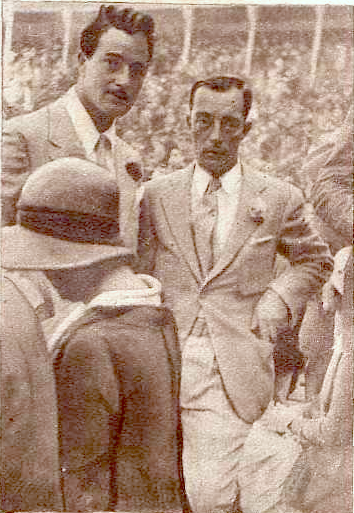
Keaton (a la derecha) junto a Gilbert Roland, en San Sebastián, España, en agosto de 1930

La unidad de producción de Keaton (la Buster Keaton Productions, dirigida por su cuñado Joe Schenk y donde el artista no tenía ningún tipo de participación accionarial) fue adquirida por MGM en 1928. Una decisión comercial que Keaton lamentaría siempre. Le obligaron a realizar una serie de películas junto a Jimmy Durante, que tuvieron éxito, pero que él despreciaba por considerarlas de muy baja calidad.
Tras ser forzado a entrar en el sistema de estudios, al cual nunca se adaptó, Keaton se arruinó y cayó en el alcoholismo. Su carrera se derrumbó en unos pocos años y pasó gran parte de la década de 1930 oculto, trabajando como escritor de gags para varias películas de Metro-Goldwyn-Mayer, particularmente aquellas de los Hermanos Marx —incluyendo Una noche en la ópera (1935) y Una tarde en el circo (1939)— y varias películas de Red Skelton.

### Últimos años

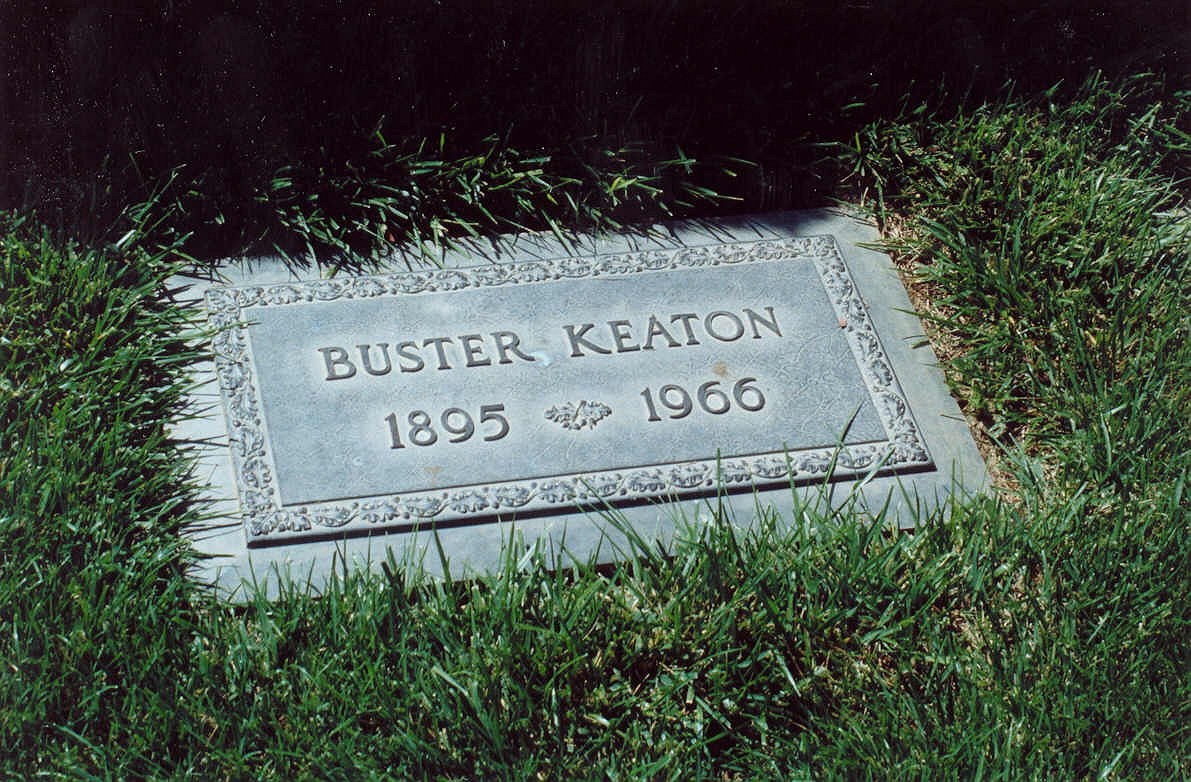
Tumba de Buster Keaton.

Las películas Sunset Boulevard (1950), de Billy Wilder, con un pequeñísimo papel en el que hacía de antigua gloria del cine, y Candilejas, (1952), de Chaplin, hicieron que el gran público volviera a fijarse otra vez en él.
Posteriormente se dedicó a hacer anuncios de televisión y espectáculos en directo que hicieron que la gente se interesara en sus antiguas películas, en su mayoría obras maestras, que fueron prácticamente ignoradas cuando se estrenaron.
Otra aparición especial en una película de esta época es con el actor cómico mexicano Cantinflas en La vuelta al mundo en 80 días (1956), de Michael Anderson, donde hace el papel del jefe del tren, en claro homenaje a su recordada película El maquinista de la General.
En 1960 la Academia de Artes y Ciencias Cinematográficas de Hollywood le otorgó un premio Óscar honorario por su importante contribución artística a la industria del cine estadounidense.
Su última aparición en público fue en el año 1965, en el Festival de Cine de Venecia, cuando presentó la que sería una de sus últimas películas, Film, de Samuel Beckett, dirigida por Alan Schneider. En esa ocasión protagonizó un drama por primera vez en su vida, recibiendo la ovación del público. Falleció poco después, a los 70 años, en su casa de Los Ángeles, víctima de un cáncer.

## Filmografía

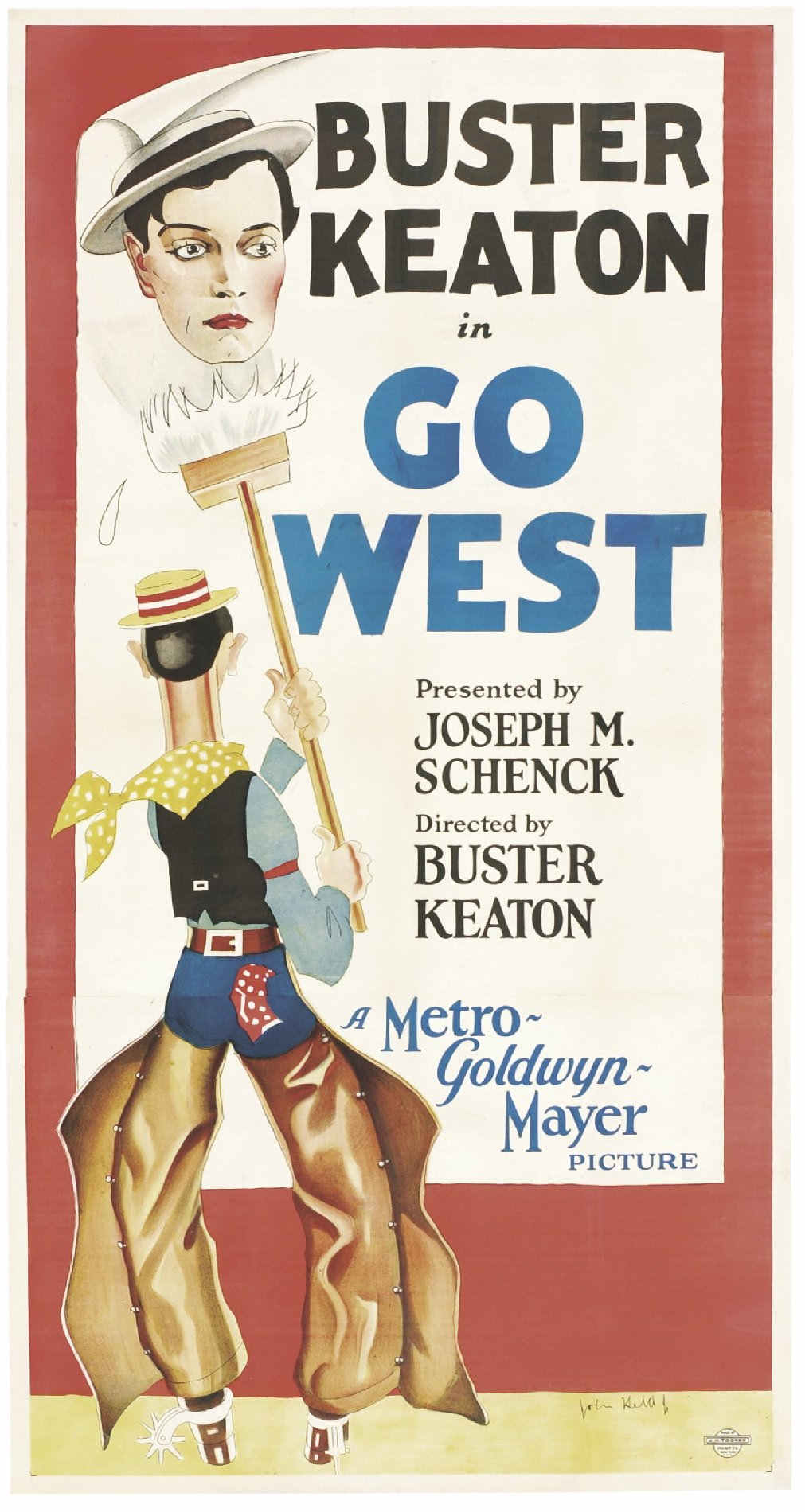
Cartel de El rey de los cowboys, 1925.

- Pasión y boda de Pamplinas (The Saphead) (1920) Largometraje
- Una semana (One Week) (1920)
- Convicto 13 (Convict 13) (1920)
- El espantapájaros (The Scarecrow) (1920)
- La vecina de Pamplinas (Neighbors) (1920)
- El gran espectáculo (The Playhouse) (1921)
- La barca (The Boat) (1921)
- La casa encantada (The Haunted House) (1921)
- Pamplinas nació en día 13 (Hard Luck) (1921)
- El guardaespaldas (The High Sign) (1921)
- El chivo (The Goat) (1921)
- Cops (1922)
- Las relaciones con mi mujer (My Wife's Relations) (1922)
- El herrero (The Blacksmith) (1922)
- El polo norte (The Frozen North) (1922)
- El rostro pálido (The Paleface) (1922)
- Sueños imposibles (Day Dreams) (1922)
- La casa eléctrica (The Electric House) (1922)
- El aeronauta (The Balloonatic) (1923)
- Nido de amor (The Love Nest) (1923)
- Las tres edades (The Three Ages) (1923)
- La ley de la hospitalidad (Our Hospitality) (1923)
- El navegante (The Navigator) (1924)
- El moderno Sherlock Holmes (Sherlock Jr.) (1924)
- El rey de los cowboys (Go West) (1925)
- Siete ocasiones (Seven Chances) (1925)
- El maquinista de la General (The General) (1926)
- El boxeador, también conocida como El último round, (Battling Butler) (1926)
- El colegial (College) (1927)
- El héroe del río (Steamboat Bill Jr.) (1928)
- El cameraman (The Cameraman) (1928)
- El comparsa (Spite Marriage) (1929)
- De frente, marchen (Doughboys) (1930)
- Casanova wider Willen (1931)
- Pobre Tenorio (Parlor, Bedroom and Bath)  (1931)
- Wir schalten um auf Hollywood (1931)
- Queremos cerveza (What! No Beer?) (1933)
- El moderno Barba Azul (Boom in the Moon) (1946)
- Sunset Boulevard, donde hace una breve aparición interpretándose a sí mismo, (1950)
- Candilejas (Limelight) (1952)
- La vuelta al mundo en ochenta días (Around the World in 80 Days) (1956)
- Once upon a Time, episodio 78 de The Twilight Zone (1961)
- El mundo está loco, loco, loco (It's a Mad, Mad, Mad, Mad World) (1963)
- Film, de Samuel Beckett (1964)
- The Railrodder, también conocida como The Railroader (1965)
- Golfus de Roma, dirigida por Richard Lester (1966)
- Guerra a la italiana, dirigida por Luigi Scattini (1966)